# كاليفي كوسونين
كاليفي كوسونين (بالفنلندية: Kalevi Kosunen)‏ (مواليد 17 يناير 1947) هو ملاكم فنلندي، مثّل بلاده في الألعاب الأولمبية الصيفية 1976.

## روابط خارجية
كاليفي كوسونين على موقع أوليمبيديا (الإنجليزية)